# Grijze bandlichtmot
De grijze bandlichtmot (Sciota hostilis) is een vlinder uit de familie snuitmotten (Pyralidae). De wetenschappelijke naam is voor het eerst geldig gepubliceerd in 1834 door Stephens.
De soort komt voor in Europa.